# لما بنتولد
لما بنتولد فيلم رومانسي مصري من إنتاج سنة 2019. الفيلم من إخراج تامر عزت، وتأليف نادين شمس، وإنتاج معتز عبد الوهاب، ومن بطولة أمير عيد، وعمرو عابد، وإبتهال الصريطي. وهي أول تجربة في التمثيل للفنان أمير عيد المغني الرئيسي لفريق كايروكي.

## ملخص القصة
يتناول العمل قصة ثلاثة شخصيات مختلفة، الأول يحاول خلق مسيرته الفنية في الغناء، والثانية امرأة مسيحية حالمة تقع في حب شاب مسلم، بينما الثالث يعمل في مجال التدريب الرياضي.

## طاقم التمثيل
- أمير عيد بدور أحمد[4]
- عمرو عابد بدور أمين
- إبتهال الصريطي بدور عايدة
- سامح الصريطي بدور البلتاجي
- دانا حمدان بدور ناريمان
- محمد حاتم بدور أسامة
- حنان سليمان بدور ام فرح
- سلمى حسن بدور فرح
- بسنت شوقي
- دعاء عريقات

## وصلات خارجية
لما بنتولد على موقع IMDb (الإنجليزية)
- لما بنتولد على موقع الدهليز
- لما بنتولد على موقع قاعدة بيانات الأفلام العربية
- لما بنتولد على موقع قاعدة بيانات الفيلم (الإنجليزية)
- لما بنتولد على موقع ليتربوكسد (الإنجليزية)